# Villa Italia
Villa Italia es un barrio de la ciudad de Tandil, situada en el centro de la Provincia de Buenos Aires. Debe su nombre a la importante colectividad de inmigrantes italianos que vivían en él. Cuenta con una importante actividad industrial, por sobre todo metalúrgica, con más de 20 fábricas de este rubro. El barrio es una ciudad dentro de Tandil, con su propio movimiento casi independiente del resto de la ciudad. Actividades económicas y culturales se desarrollan todas las semanas, convirtiéndose en un conglomerado urbano que presenta diversas oportunidades de desarrollo.  Su población se calcula en aproximadamente 30.000 habitantes, y representa el 20% del total de la ciudad de Tandil. Sus límites geográficos son la calle Figueroa, la Ruta Nacional 226, la calle Pujol y las vías ferroviarias, que lo separan del barrio de Villa Galicia.